# Codâma
Codâma (în ucraineană Кодима) este un oraș din Ucraina.
Conform recensământului sovietic din anul 1939, populația localității era de 6.418 locuitori, dintre care 77 (1.2%) moldoveni (români), 4.269 (66.52%) ucraineni, 1.641 (25.57%) evrei și 344 (5.36%) ruși.

## Demografie
Componența lingvistică a orașului Codâma
     Ucraineană (92,95%)
     Rusă (6,32%)
     Alte limbi (0,54%)
Conform recensământului din 2001, majoritatea populației orașului Codâma era vorbitoare de ucraineană (92,95%), existând în minoritate și vorbitori de rusă (6,32%).